# 西江乡
西江乡，是中华人民共和国湖北省孝感市汉川市下辖的一个乡镇级行政单位。

## 行政区划
西江乡下辖以下地区：
红光村、民建村、高丰村、永丰村、和平村、江集村、红旗村、北河村、齐心村、挖沟村、前进村、华丰村、进力村、全胜村、新生村、团结村、联合村、前丰村、新农村、联众村、打雁村、红卫村、大桥村、五星村、红星村、全心村、陈台村、高桥村、光明村和长河村。